# 22889 Donnablaney
22889 Donnablaney (1999 SU7) là một tiểu hành tinh vành đai chính được phát hiện ngày 29 tháng 9 năm 1999 bởi nhóm nghiên cứu tiểu hành tinh gần Trái Đất phòng thí nghiệm Lincoln ở Socorro.